# Rohr im Burgenland
Rohr im Burgenland é um município da Áustria localizado no distrito de Güssing, no estado de Burgenland.